# Igreja Católica no Chade
A Igreja Católica no Chade é parte da Igreja Católica universal, em comunhão com a liderança espiritual do Papa, em Roma, e da Santa Sé. O país assiste a um forte crescimento do número de católicos: nos últimos 20 anos, passaram de ser pouco mais de 5% a 20%. Geralmente, os grupos religiosos desfrutam de boas relações entre si, em particular no sul. Delegações de muçulmanos e cristãos costumam participar de celebrações religiosas e dias festivos uns dos outros. Entretanto, há registros de ataques graves por parte de grupos islâmicos em anos anteriores, e não tem havido melhorias na situação da liberdade religiosa. No país há combatentes jihadistas vindos de outros países e que procuram desestabilizar o Chade. Estatísticas revelam que 10% dos muçulmanos aderem ao salafismo ou ao wahabismo, uma interpretação literal do Alcorão originada na Arábia Saudita, os quais entram repetidamente em conflito até mesmo com muçulmanos mais moderados.

## História

Catedral de Nossa Senhora da Paz, em N'Djamena, durante sua construção. Foto tirada em 1962.

Embora tenha havido tentativas de padres se estabelecerem na região no início da década de 1660, as missões não frutificaram. Quase uma década depois de se tornar uma colônia da França, a região sul do atual território do Chade viu a evangelização católica começar com a chegada dos padres do Espírito Santo em 1929. Já em 1938, a missão foi transferida para dois capuchinhos, expulsos da Etiópia. Só depois da reclassificação do Chade como território ultramarino francês, em 1946, os jesuítas e oblatos de Maria Imaculada deram início a uma atividade missionária organizada. A Prefeitura Apostólica de Fort-Lamy, abrangendo quase todo o sul do país, foi criada em 1947 e foi confiada aos jesuítas. Os oblatos foram encarregados do sudoeste, que se tornou a Prefeitura Apostólica de Pala, em 1956. Os capuchinhos franceses foram para o leste de Pala, uma área que se tornou prefeitura apostólica em 1951 e a Diocese de Moundou em 1959. Fort-Lamy tornou-se diocese em 1955 e arquidiocese em 1961. No final do século XX, três quartos dos católicos do Chade residiam na Diocese de Moundou.
Em 11 de agosto de 1960, o Chade tornou-se um país independente. As tensões étnicas e políticas já existentes anteriormente continuaram a crescer, levando à Guerra Civil Chadiana, também tendo relações com o conflito enfrentado contra a Líbia. A Igreja Católica costumava ser um dos alvos, e muitos católicos envolvidos no fim da luta tornaram-se alvos políticos e foram mortos. Em 1987, o governo se estabilizou, e, em 1990, a paz foi alcançada. Em um esforço para preservar tal estabilidade, o Vaticano estabeleceu relações diplomáticas com o novo governo chadiano em 1988. Infelizmente, o presidente transitório, Tenente-General Idriss Deby, começou a restringir certas liberdades no início de 1990, levando os líderes da Igreja mais uma vez a tomar a decisão de desempenharem um papel ativo nas questões da tolerância religiosa, política e étnica. Apesar de resolver a disputa na fronteira com a Líbia, o governo permaneceu fragilizado e, em 1998, a violência irrompeu novamente na região norte.
Em 1999, representantes da Igreja participaram de uma equipe convocada pelo governo para desenvolver um Código da Família, destinado a resolver disputas legais relativas à família, levando em consideração os costumes e as doutrinas religiosas em torno de questões como casamento, divórcio e herança. Os membros da igreja também permaneceram ativamente envolvidos nas questões de direitos humanos decorrentes da guerra contínua, levando o governo a proibir intermitentemente as assembleias que tratavam dessas questões.

## Atualmente
Em 2000, o Chade tinha 99 paróquias atendidas por 109 padres diocesanos e 130 religiosos, enquanto os 38 irmãos e 285 irmãs estavam concentrados na administração das 54 escolas primárias e sete secundárias do país, bem como na operação de hospitais, abrigos e outras agências que prestam serviços sociais ao povo chadiano. Embora existissem relações amigáveis entre as várias religiões do país, as tensões entre protestantes e muçulmanos aumentaram devido ao proselitismo ativos de várias igrejas pentecostais. Durante um encontro com uma delegação de bispos chadianos liderada pelo arcebispo Charles Vandame, o Papa São João Paulo II encorajou os esforços para promover "um melhor entendimento mútuo", acrescentando sua esperança de que "todos os crentes deixem de lado seus antagonismos e unam seus esforços para lutar contra tudo que impede a paz e a reconciliação".

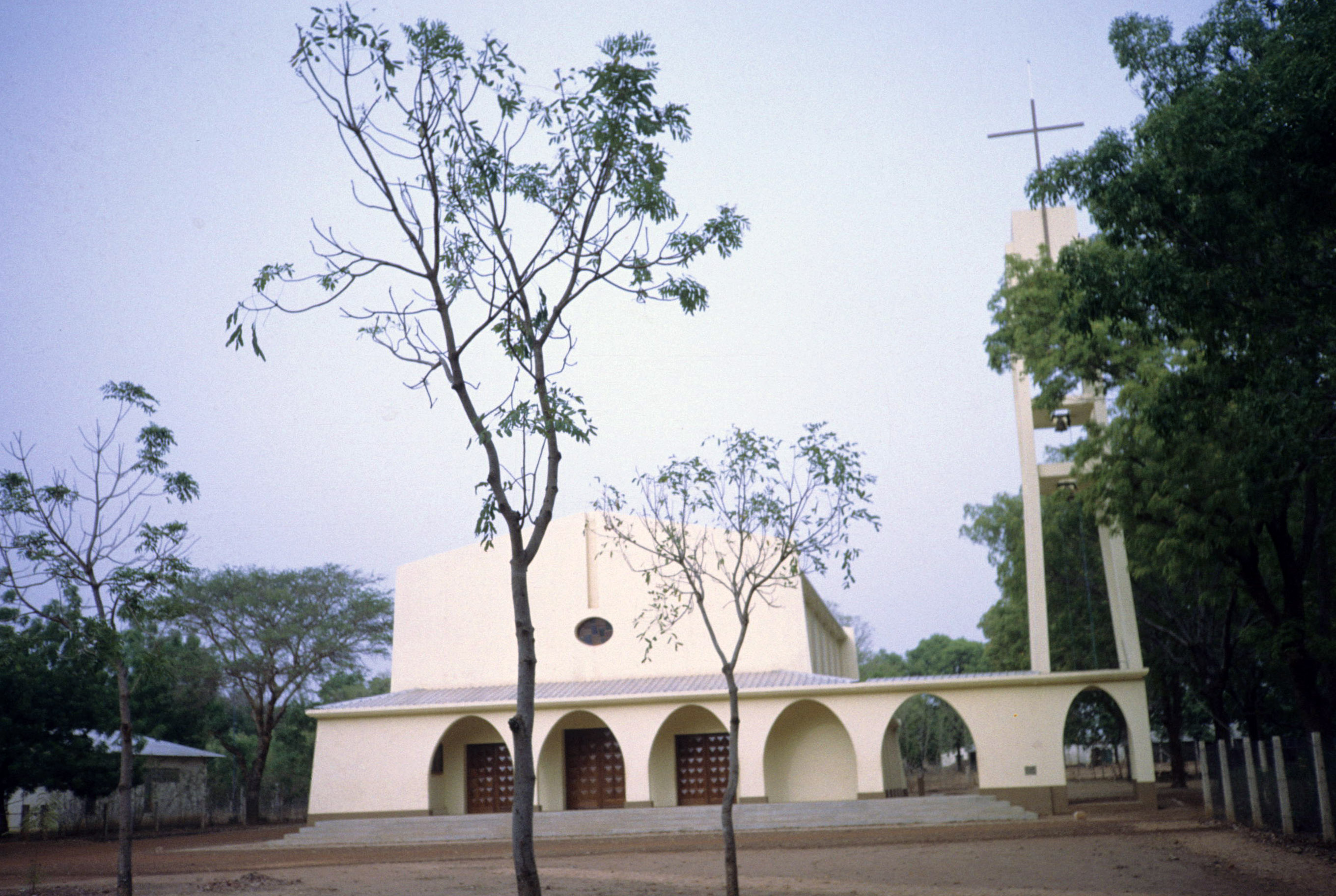
Catedral de São Pedro e São Paulo, em Pala.

O padre português Leonel Claro afirma que o Chade se trata de uma região de maioria muçulmana e "um país de primeira evangelização", onde a Igreja Católica está "em construção", ainda é "uma criança". O sacerdote recorda a dificuldade que envolve o trabalho missionário, devido à escassez de meios humanos: "Numa paróquia de 7.000 km², duas vezes a Diocese do Porto, éramos três ou quatro padres". Em decorrência da falta de sacerdotes, a participação semanal nas missas não é possível em muitas regiões do Chade, contanto há uma reunião semanal para leitura da Bíblia, rezas, etc. Em ao Sínodo dos bispos no Vaticano, Dom Miguel Ángel Sebastián Martínez, bispo da Diocese de Lai, diz que mesmo com os conflitos que afetam o país há mais de 40 anos, "estamos convencidos de que a Palavra de Deus é uma palavra de Paz, uma palavra que anuncia a Paz e que invoca a Paz, o perdão, a reconciliação e a justiça". A Igreja no país promove numerosas iniciativas de promoção integral do homem e da mulher, e de luta contra o analfabetismo, por meio de escolas, além de dispensários e hospitais. Há escolas católicas em que mais de 90% dos alunos são muçulmanos.
O Monsenhor Rubén Darío Ruiz, sacerdote diocesano argentino e diplomata do Vaticano, enviado pela Santa Sé, vive no Chade, conta que a diversidade linguística em algumas zonas complica bastante a evangelização. Ele afirma conhecer paróquias em que há sete línguas extremamente diferentes, tornando a tarefa pastoral muito complexa mesmo para os sacerdotes locais.
Repetidos confrontos armados vêm ocorrendo, iniciados pela organização terrorista islâmica Boko Haram, que atua em toda a região em torno do Lago Chade. Esta região fica estrategicamente próximo a fronteira de quatro países: Chade, Nigéria, Níger e Camarões, permitindo ao Boko Haram se retirar e se esconder facilmente. Acredita-se que o conflito já tenha sido a causa da existência de cerca de 2,3 milhões de deslocados na região. A Igreja Católica participa do Fórum Regional de Diálogo Inter-Religioso, ao lado da comunidade islâmica e das igrejas protestantes, e se reúne várias vezes ao ano para promover a tolerância religiosa, inclusive realizando orações conjuntas. Há estimativas de que até 10% dos muçulmanos aderem ao ramo do salafismo ou do wahabismo, ambos com interpretação estrita do Corão que teve origem na Arábia Saudita. Estes muçulmanos linha dura entram repetidamente em conflito com os cristãos e até mesmo com os muçulmanos moderados. Há uma pressão enorme sobre os muçulmanos que se convertem ao cristianismo, especialmente no norte.
Em 2012 a Igreja viu-se censurada e vítima de represália por parte do governo chadiano, após este decidir expulsar o bispo italiano de Doba, Dom Michele Russo, que durante uma homilia expressou preocupações sobre a gestão e a distribuição dos recursos vindos do petróleo. O governo deu uma semana ao prelado para deixar o país. As autoridades de N'Djamena justificaram a decisão explicando que o missionário comboniano teria alegadamente desenvolvido "atividades incompatíveis com o seu papel".
No dia 6 de novembro de 2013, em N'Djamena, foi assinado um acordo entre a Santa Sé e o Chade sobre o estatuto jurídico da Igreja Católica na nação. A Santa Sé, representada pelo arcebispo Dom Jude Thaddeus Okolo, Núncio Apostólico no Chade, e da parte chadiana, Moussa Faki Mahamat, Ministro das Relações Exteriores e da Integração Africana. O acordo de 18 artigos entrou em vigor estabelecendo o reconhecimento da personalidade jurídica da Igreja católica e das instituições eclesiásticas, e afirmando o valor social da colaboração da Igreja para a promoção da dignidade da pessoa humana e para a edificação de uma sociedade mais justa e pacífica.

### Combate à fome
Em 2019, chegou a notícia aos meios de comunicação católicos de que, desde 1994, o padre jesuíta italiano Franco Martellozzo, há mais de cinquenta anos como missionário na África, teve a ideia de armazenar cereais para combater a escassez de alimentos no país. Com a ajuda dos agricultores locais, o banco tinha, em 2019, 313 bancos de cereais.
O problema da região consistia no seguinte: os agricultores vendem parte de seu milho na época da colheita, para conseguir o dinheiro destinado a cobrir suas necessidades mais básicas. Mas se todos vendem ao mesmo tempo, os preços caem. Enquanto isso, no período da entressafra, os comerciantes compram, armazenam e esperam que as reservas de milho e sorgo dos camponeses se tornem escassos, reduzindo os estoques ao mínimo. Nesse momento, quando todos passam a comprar, os preços sobem, chegando a atingir até três vezes o valor com que foi vendido pelos camponeses aos comerciantes. Quem não tem dinheiro vende o arado ou o gado e, se isso não for suficiente, acaba indo trabalhar para os grandes comerciantes, provocando um círculo vicioso de dívidas e créditos que leva muitos agricultores a um estado de semiescravidão.
O sistema criado pelo jesuíta é simples: os agricultores recebem em empréstimo um ou mais sacos de cereais que estão armazenados no banco. Eles se comprometem em repor o saco, após a colheita, com outros 20 quilos de milho. Isso tirou milhares de agricultores das mãos dos comerciantes que antes os semiescravizavam.

## Organização territorial
A Igreja Católica está presente no território com uma sé metropolitana, seis dioceses e um vicariato apostólico:
| Circunscrições eclesiásticas católicas do Chade                  | Circunscrições eclesiásticas católicas do Chade | Circunscrições eclesiásticas católicas do Chade  | Circunscrições eclesiásticas católicas do Chade | Circunscrições eclesiásticas católicas do Chade |
| Circunscrição                                                    | Ano de ereção                                   | Catedral                                         | Mapa                                            | Ref.                                            |
| ---------------------------------------------------------------- | ----------------------------------------------- | ------------------------------------------------ | ----------------------------------------------- | ----------------------------------------------- |
| Arquidiocese de N'Djamena                                        | 1947                                            | Catedral de Nossa Senhora da Paz                 |                                                 | [ 18 ]                                          |
| Diocese de Doba                                                  | 1989                                            | Catedral de Santa Teresa                         |                                                 | [ 19 ]                                          |
| Diocese de Goré                                                  | 1998                                            | Catedral de Santa Maria dos Anjos                |                                                 | [ 20 ]                                          |
| Diocese de Lai                                                   | 1998                                            | Catedral da Sagrada Família                      |                                                 | [ 21 ]                                          |
| Diocese de Moundou                                               | 1951                                            | Catedral do Sagrado Coração                      |                                                 | [ 22 ]                                          |
| Diocese de Pala                                                  | 1956                                            | Catedral de São Pedro e São Paulo                |                                                 | [ 23 ]                                          |
| Diocese de Sarh                                                  | 1961                                            | Catedral de Nossa Senhora da Imaculada Conceição |                                                 | [ 24 ]                                          |
| Vicariato Apostólico de Mongo (Imediatamente sujeito à Santa Sé) | 2001                                            | Catedral de Santo Inácio                         |                                                 | [ 25 ]                                          |

Em 2009, devido ao crescimento da Igreja no país, o Papa Bento XVI elevou a Prefeitura Apostólica de Mongo ao nível de vicariato apostólico, sem alterações em sua configuração territorial. O vigário apostólico de Mongo é o padre Coudray, é especialista em língua árabe, islã e diálogo inter-religioso. Há também a Eparquia da Anunciação de Ibadan, sediada na Nigéria e presente em diversos países africanos, incluindo o Chade, e é voltada para os fiéis católicos que seguem o rito maronita.

## Conferência Episcopal
Os bispos do país constituem a Conferência Episcopal do Chade, que foi fundada em 1970.

## Nunciatura Apostólica
A Delegação Apostólica do Chade foi criada em 1973, e elevada a nunciatura apostólica em 1989.

## Visitas papais
O Chade foi visitado pelo Papa São João Paulo II entre 30 de janeiro e 1º de fevereiro de 1990, e também incluiu Burquina Fasso, Cabo Verde, Guiné-Bissau e Mali.
| “ | Homens e mulheres de N'Djamena, homens e mulheres do Chade, se vos falei desta forma sobre o progresso, é porque cada homem, cada mulher é uma criatura de Deus e tem um valor único. Um povo religioso como o seu pode compreender que aqui me refiro ao valor único de cada pessoa humana: que recebe vida, sabedoria e amor de Deus. Precisamos lembrar a grande dignidade do ser humano, porque a beleza dos dons de Deus nele podem ser obscurecidos, tanto pela falta de quem deveria fazer brilhar, quanto pela cegueira de quem deveria reconhecê-la. Porém, é verdade que Deus confiou toda a criação ao homem para que ele seja um administrador fiel, preocupado em levá-la à perfeição e fazer com que todos os seus irmãos se beneficiem dela. Que os cristãos tragam para este empreendimento a esperança invencível no futuro do homem redimido por Deus! Todos os habitantes do Chade perseverem na fecunda colaboração pela unidade do país e do continente africano! Que o Chade unido e em paz contribua para o bem-estar e a harmonia humana! | ” |
|   | — Saudação do Papa São João Paulo II à população chadiana, em 1º de fevereiro de 1990. |   |